# Al-Hara al-Kabira
Al-Hara al-Kabira (Al Ḩārah al Kabīrah, Hara Kebira) – wioska w północnej części tunezyjskiej wyspy Dżerba, obecnie stanowi przedmieście Haumat as-Suk – głównego miasta wyspy. Zamieszkuje ją ok. 900 osób. Jest domem prężnej wspólnoty żydowskiej. Jest rzadko odwiedzana przez turystów, gdyż niezbyt różni się od małych wiosek rozrzuconych na wyspie. Spora część Żydów z Al-Hara al-Kabira to złotnicy lub drobni sklepikarze w Haumat as-Suk.